# Jane Thorn
Jane Thorn, baronne de Pierres (New York, 1821 - Anché, 7 février 1873), était une aristocrate, dame du palais de l'impératrice Eugénie de Montijo.  

## Biographie

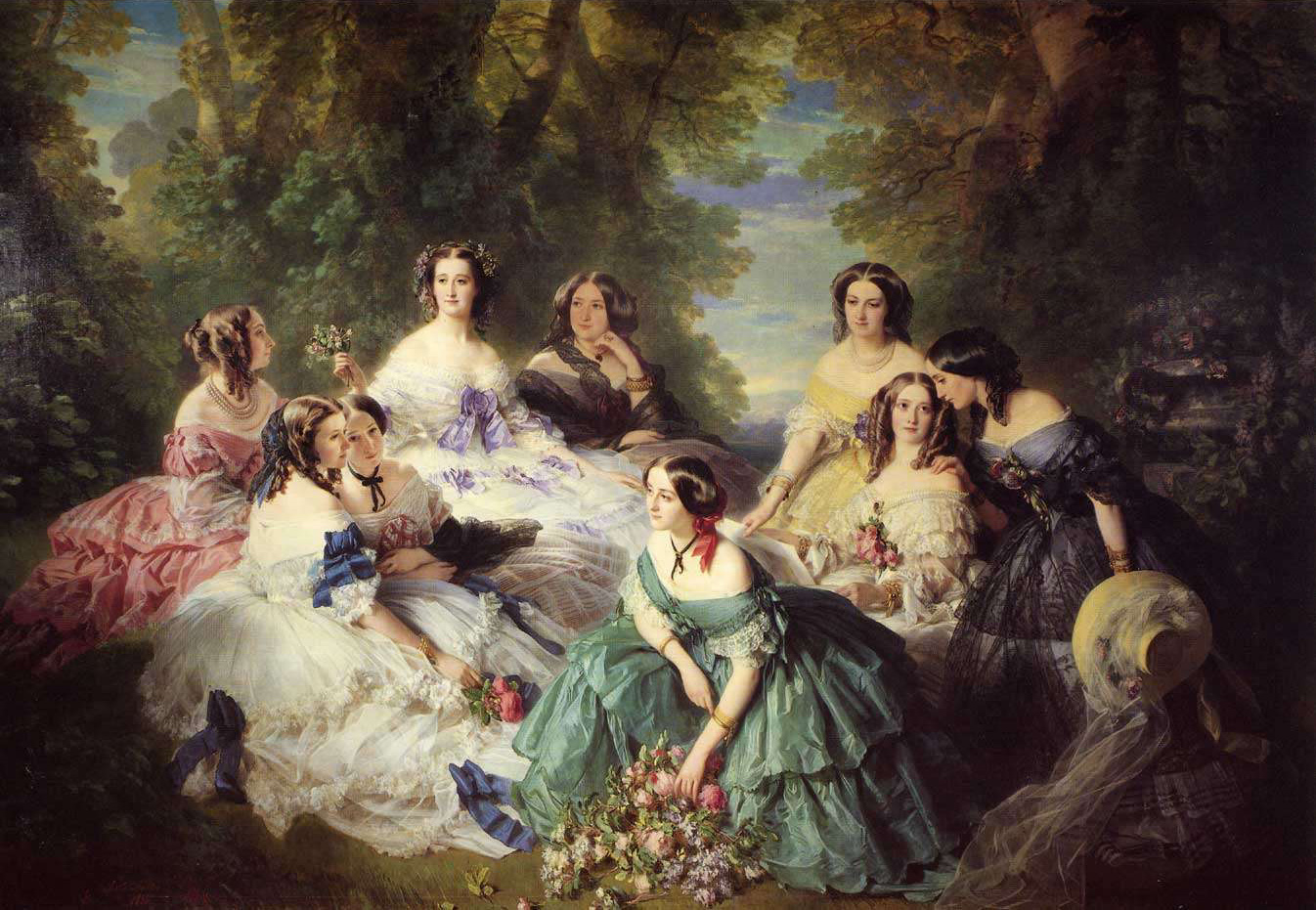
L'Impératrice Eugénie entourée de ses dames d'honneur, Franz Xaver Winterhalter, 1855.

Elle était la fille du colonel Herman Thorn, et Jane Mary Jauncey ; elle épousa  Eugène Stéphane de Pierres, baron de Pierres, en 1842. 
En 1853, la nouvelle cour de l'impératrice se composait d'une Grande-Maîtresse, d'une dame d'honneur, ainsi que de six (plus tard douze) dames du palais qui alternaient chacune une semaine de service, et dont la plupart ont été choisies par l'impératrice avant son mariage. 
J'ai
Jane Thorne est une des dames d'honneur représentées avec Eugénie dans le célèbre tableau de Franz Xaver Winterhalter de 1855.